# Пепси Макс
Пе́пси Ма́кс (англ. Pepsi Max), также известен как Pepsi Black и Pepsi Zero Sugar — газированный безалкогольный напиток без сахара и калорий на искусственных подсластителях, выпускаемый компанией PepsiCo. Напиток позиционируется как альтернатива классическому варианту напитка, а также его диетической версии. Напиток впервые вышел в продажу в 1993 году и доступен на рынках Европы, Азии, а также Австралии и Новой Зеландии.

## История
Pepsi Max дебютировал в Австралии, Великобритании и Италии 5 апреля 1993 года. В сентябре следующего года его производство расширилось до Ирландии, а в декабре — до Франции, Греции, Испании, Португалии и Нидерландов. Однако в США напиток не был в продаже до 2007 года, поскольку некоторые компоненты в составе напитка не были одобрены Управлением по контролю качества пищевых продуктов и лекарственных средств.
Основными ингредиентами напитка стали ацесульфам калия и аспартам, чтобы обеспечить сладость напитка, в то время как некоторые другие диетические колы подслащены только аспартамом.
В начале 2005 года Pepsi Max Twist (с добавлением лимонно-лаймового вкуса) присоединился к продуктовой линейке Великобритании и Австралии. Осенью 2005 года в Великобритании к праздничному сезону был выпущен «Pepsi Max Punch». Содержащий имбирь и корицу, продукт был похож по вкусу на Pepsi Holiday Spice, подслащенный сахаром сорт Pepsi, который был выпущен в США годом ранее. В конце 2005 года и начале 2006 года во Франции, Финляндии, Ирландии, Норвегии и Великобритании был представлен сорт со вкусом кофе. Известный как «Pepsi Max Cappuccino» («Pepsi Max Coffee Cino» в Великобритании), продукт был прообразом похожего Pepsi Kona (кратковременно тестировался в США в 1996 году) и Pepsi Tarik, доступный в Малайзии с 2005 года.
В 2006 году напиток был представлен в Южной Корее, Болгарии и на Филиппинах в 2006 году, а также был повторно представлен в Аргентине весной 2006 года после прекращения его выпуска после запуска в 1994 году. Кроме того, в начале 2007 года Pepsi Max был представлен в Бразилии, Египте, Иордании, Ливане, Турции и Объединенных Арабских Эмиратах.
В октябре 2008 года Pepsi объявила, что собирается изменить свой логотип и провести ребрендинг многих своих продуктов. Pepsi, Diet Pepsi и Pepsi Max используют строчные шрифты для названий брендов, Mountain Dew был переименован в «Mtn Dew», а Diet Pepsi Max был переименован в Pepsi Max. Сине-красный глобус бренда стал серией «улыбок», с центральной белой полосой, изгибающейся под разными углами в зависимости от продукта. Используются новые образы. В случае Pepsi Max, помимо переименования напитка в его международное название, логотип имеет большую «улыбку», вероятно, чтобы подчеркнуть рекламную кампанию североамериканского напитка «Просыпайтесь, люди!», а также использует черный цвет в нижней половине глобуса в отличие от более стандартного королевского синего цвета . Новый шрифт нижнего регистра, используемый на продуктах Pepsi, напоминает шрифт, используемый в логотипе Diet Pepsi с 1960-х до середины 1980-х годов. Веб-сайт кампании «Просыпайтесь, люди!» теперь перенаправляет на Pepsi Refresh Project . Ожидается, что версия Pepsi Max за пределами Северной Америки примет новый логотип, используемый его аналогом из США и Канады; это уже произошло в Австралии. В Великобритании на банках теперь есть текст «Pepsi» и новый глобус Pepsi (с обычной «улыбкой» Pepsi и синей нижней половиной, в отличие от черной половины, используемой в США), но «Max» в прежнем стиле.